# Landa de Matamoros
Landa de Matamoros ist ein Ort mit etwa 1.600 Einwohnern im Norden des mexikanischen Bundesstaats Querétaro. Landa de Matamoros ist Verwaltungssitz des gleichnamigen Municipio Landa de Matamoros mit etwa 20.000 Einwohnern.
Landa de Matamoros liegt wie das gesamte Gemeindegebiet innerhalb des Biosphärenreservats Sierra Gorda. Die Franziskanermissionen in der Sierra Gorda, darunter die bei Landa de Matamoros gelegene Misión de Santa María de la Purísima Concepción del Agua de Landa, wurden wegen ihrer historisch-kulturellen Bedeutung im Jahr 2003 von der UNESCO als Weltkulturerbe anerkannt.

## Lage
Landa de Matamoros liegt in einem Tal der Sierra Gorda im zentralen Hochland Mexikos in einer Höhe von ca. 1000 bis 1100 m ü. d. M. Santiago de Querétaro, die Hauptstadt des Bundesstaats, befindet sich ca. 213 km südwestlich; die Stadt Jalpan de Serra liegt nur ca. 20 km westlich. Das Klima ist gemäßigt und für mexikanische Verhältnisse durchaus regenreich.

## Bevölkerung und Wirtschaft
Nur noch ein kleiner Teil der zumeist den Chichimeken angehörigen Einwohner der Gemeinde spricht die regionale Sprache; auch Nahuatl, die Sprache der aztekischen Eroberer ist selten geworden; Umgangssprache ist meist Spanisch. In den Dörfern der Gemeinde werden Mais, Weizen, Bohnen und Gemüse zur Selbstversorgung angebaut; außerdem gibt es zahlreiche Obstbäume. In den größeren Orten sind mehrere kleine Handwerksbetriebe und Geschäfte entstanden, außerdem spielt der Tourismus eine gewisse Rolle im Wirtschaftsleben der Gemeinde.

## Geschichte
Bereits im 2. oder 3. Jahrhundert n. Chr. war die Gegend von den Huasteken besiedelt, die den Zeremonialplatz Tancama erbauten. In vorspanischer Zeit war die Sierra Gorda von Nahuatl sprechenden Pame und Junace-Indianern bewohnt; diese lebten noch teilweise nomadisch und hinterließen keine Steinbauten. Im 15. Jahrhundert eroberten die Azteken die Region, beherrschten sie jedoch nur unvollständig. Nach der spanischen Eroberung des Aztekenreichs kamen in der Mitte des 16. Jahrhunderts Augustiner-Eremiten in die abgelegene Gegend; sie blieben jedoch nur kurz. Im 16. Jahrhundert kamen die ersten Franziskaner. Im 17. Jahrhundert ließen sich Angehörige eines Tarasken-Stammes aus Michoacán hier nieder; sie gelten als die eigentlichen Gründer des Ortes. Wegen der abgelegenen Lage kümmerten sich die Spanier erst im 17. und 18. Jahrhundert verstärkt um die Missionierung der einheimischen Bevölkerung. Es war vor allem der Franziskaner Junípero Serra, der in den 50er und 60er Jahren des 18. Jahrhunderts mit großem Eifer die Missionierung vorantrieb und wesentliche Anregungen zu Bau der neuen Kirche gab. Im Jahr 1919 wurde der alte Ortsname Agua(s) de Landa in Landa de Matamoros umgewandelt – eine Erinnerung an den Priester und Unabhängigkeitskämpfer Mariano Matamoros, der in den Jahren 1807/08 in der Gegend gelebt und gewirkt hatte.

## Sehenswürdigkeiten
- Die heutige Pfarrkirche Santa María del Agua de Landa war seit ihrer Erbauung in den Jahren 1761 bis 1764 (nach anderen Angaben 1760 bis 1768 oder sogar erst 1774) die Klosterkirche einer bedeutenden Franziskanermission. Der an den Ecken verstärkte Turm trägt zwei Glockengeschosse mit Pilastern (unten) und gedrehten Säulen (oben) im spätbarocken Stil des Churriguerismus. Die eigentliche Fassade der Kirche ist durch horizontale, aber gebrochene Gesimse bzw. durch vier seitliche Pilasterreihen gegliedert; zwischen den Pilasterreihen befinden sich Nischen mit Heiligenfiguren. Links des achteckigen Mittelfensters befindet sich eine weitere Darstellung des schon aus Jalpan de Serra bekannten Motivs zweier erhobener und an ein Kreuz geschlagener Arme. Das Giebelfeld wird bekrönt durch vasenähnliche Schmuckmotive. Rechts neben der Kirchenfassade befindet sich eine Capilla abierta. Das Kirchenschiff ist weitgehend schmucklos gestaltet; über dem Joch vor der flach schließenden Apsis befindet sich eine Kuppel auf oktogonalem und belichtenden Tambour.

- Die ebenfalls in der zweiten Hälfte des 18. Jahrhunderts erbaute Fassade der ca. 21 km östlich gelegenen Kirche der Misión de San Francisco de Asís del Valle de Tilaco ist ein weiteres architektonisches Schmuckstück der Region. Auch hier sind die Ecken des Turmes verstärkt; das untere Glockengeschoss hat einen quadratischen Grundriss, die beiden Obergeschosse sind oktogonal. Der 3-geschossige Mittelteil der Fassade ist durch jeweils doppelte seitliche Pilasterreihen im churrigueresken Stil gegliedert; in den dazwischen liegenden Nischen stehen Heiligenfiguren. Über dem strahlenförmig gewölbten Portal befindet sich das übliche Motiv zweier erhobener Arme mit ans Kreuz genagelten Händen. Das Kirchenschiff ist schmucklos gestaltet. Seitlich der Kirche befindet sich eine einbogige Capilla abierta, in der Mitte des riesigen Platzes vor der Kirche befindet sich ein schmiedeeisernes Kreuz auf einem abgetreppten oktogonalen Sockel mit aufsitzendem steinernen Griffständer.